# Обе, Жан-Поль
Жан-Поль Обе (фр. Jean-Paul Aubé; 3 июля 1837[…], Лонгви, Мёрт и Мозель — 23 августа 1916, Капбретон, Ланды) — французский скульптор.
Родился в 1837 году в Лонгви. Учился в Высшей школе изящных искусств в Париже в мастерских Антуана Лорана Дантана и Франциска Дюре. В 1866 году совершил образовательную поездку в Италию. Регулярно выставлял свои работы на Салоне французских художников, где выиграл две золотые медали в 1874 и 1876 годах.
В дальнейшем стал профессором скульптуры в Высшей школе изящных искусств в Париже, которую сам окончил. В 1888 году стал кавалером, а в 1910 году — офицером ордена Почётного легиона. Дружил с Полем Гогеном, который в 1882 году написал «Портрет Жана-Поля Обе и его сына» (ныне хранится в парижском Малом дворце (музее Пти-Пале)).
Жан-Поль Обе скончался в 1916 году.
Из числа созданных им памятников многие были разрушены (полностью или частично) в годы Второй мировой войны и немецкой оккупации Франции.

## Галерея

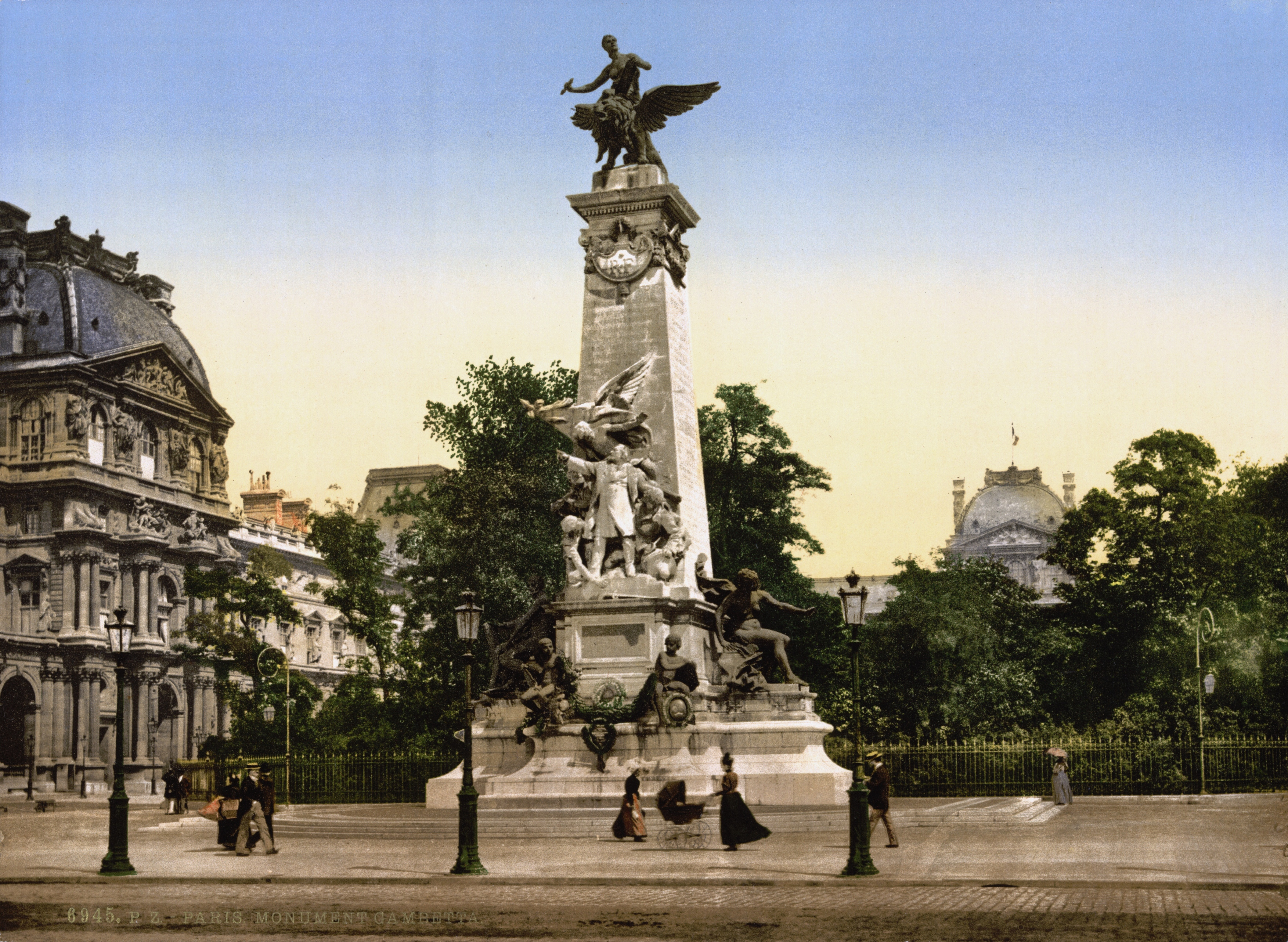
Памятник Леону Гамбетте в Париже. Первоначальный вид.
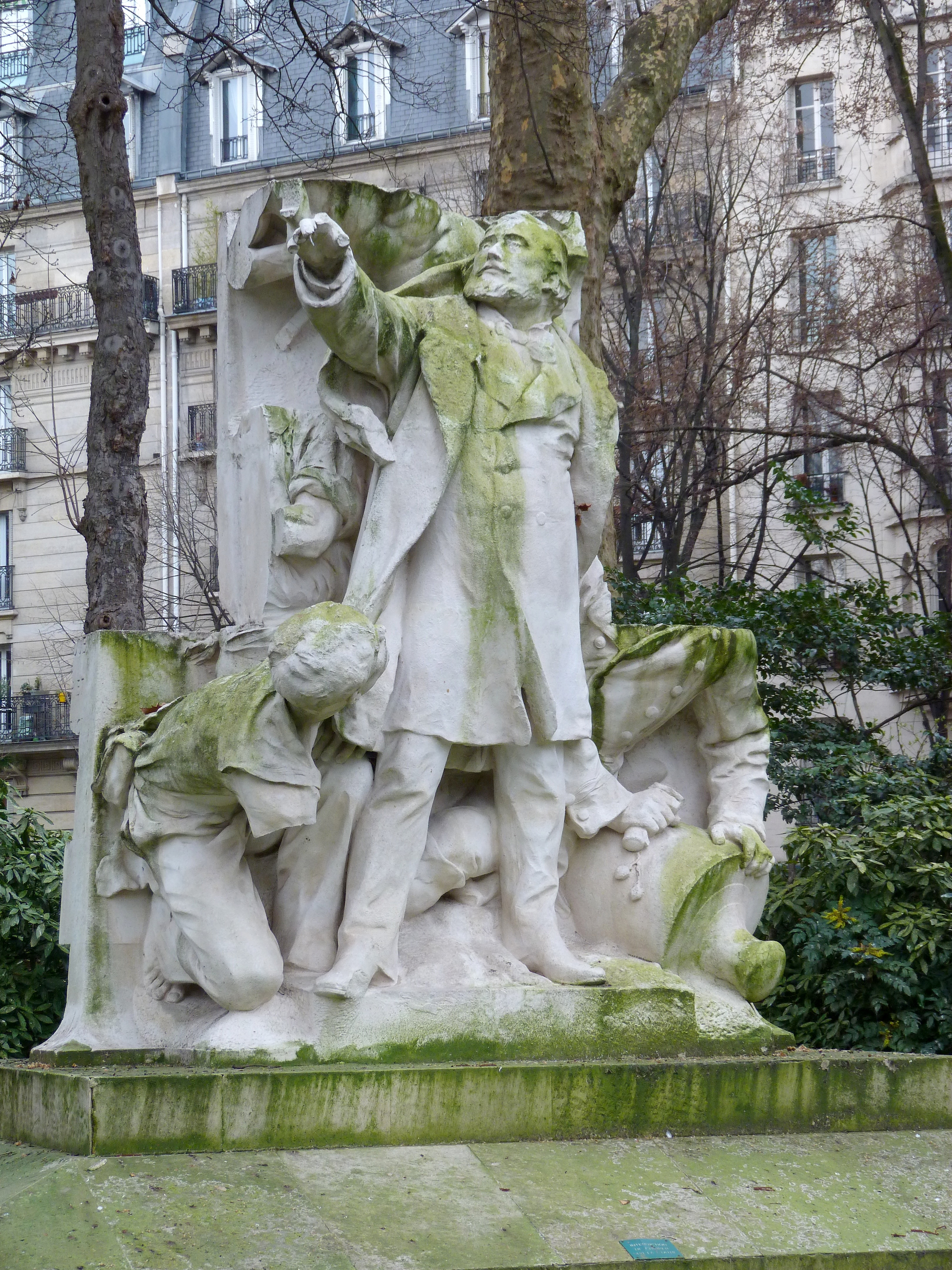
Памятник Гамбетте. То, что осталось.
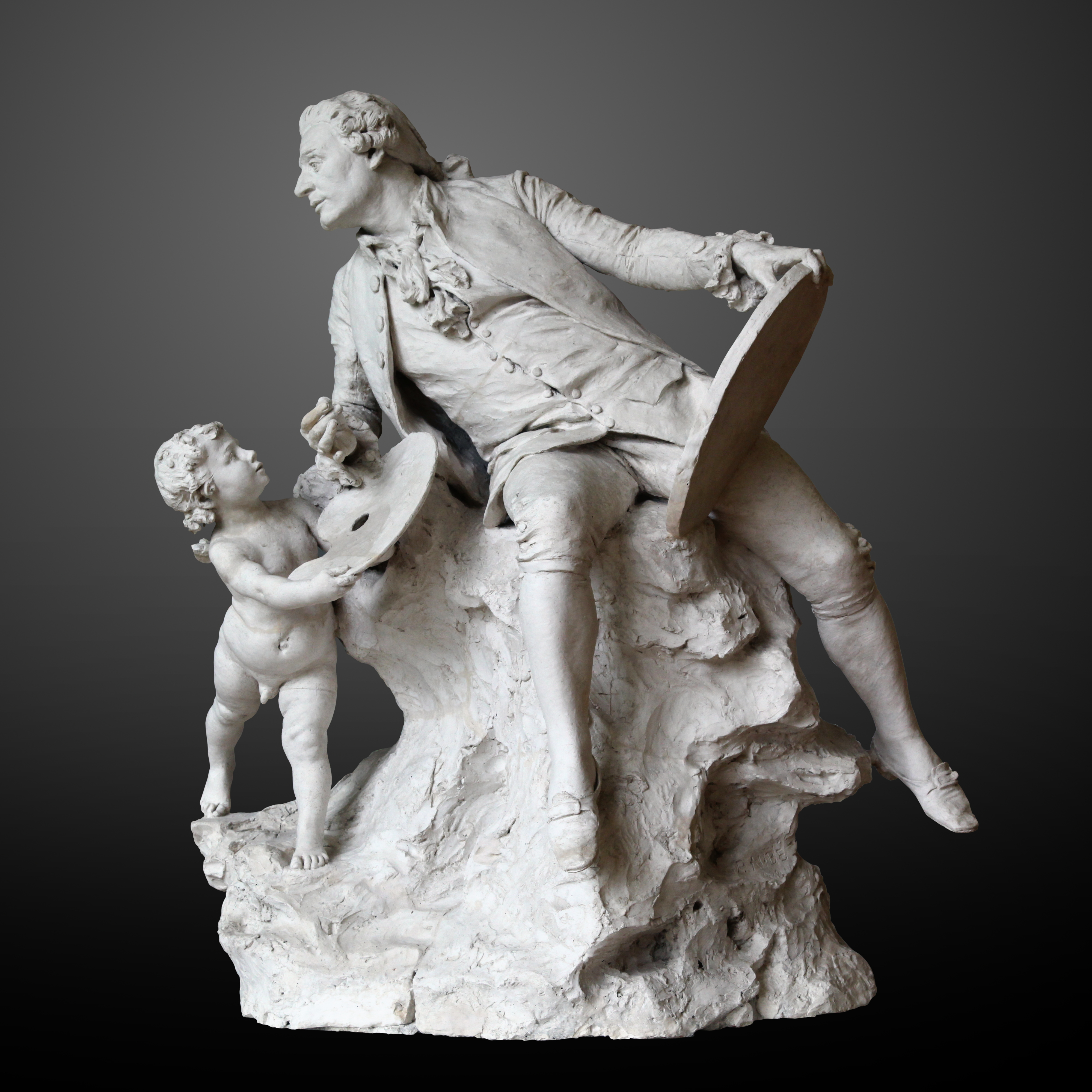
Скульптура, изображающая художника Франсуа Буше.
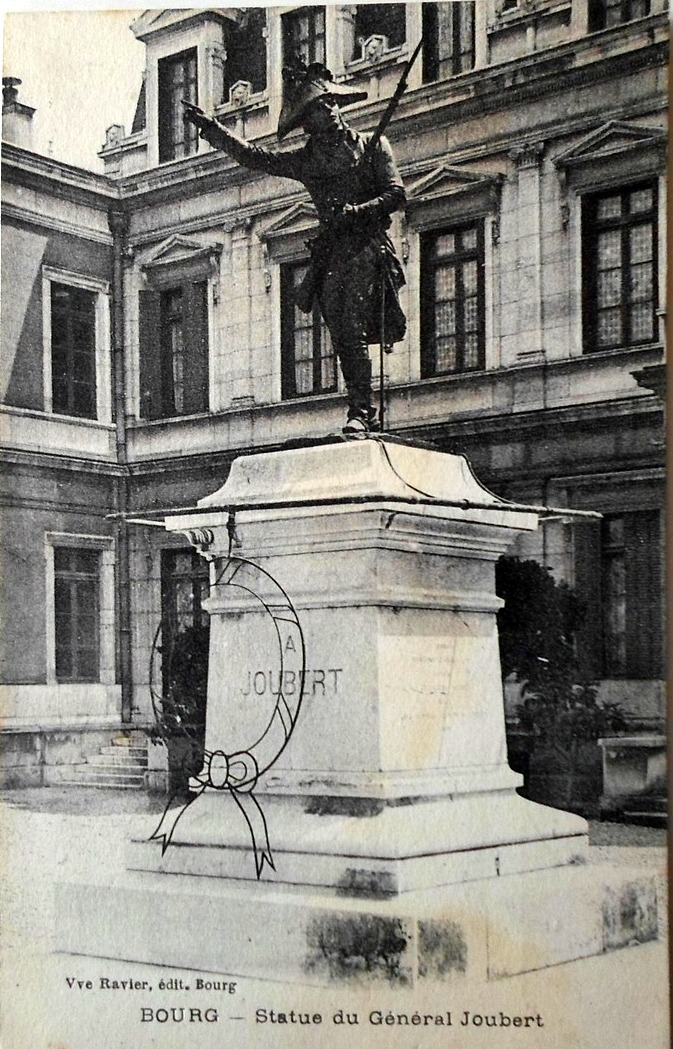
Памятник генералу Жуберу. Бурк-ан-Брес (не сохранился).
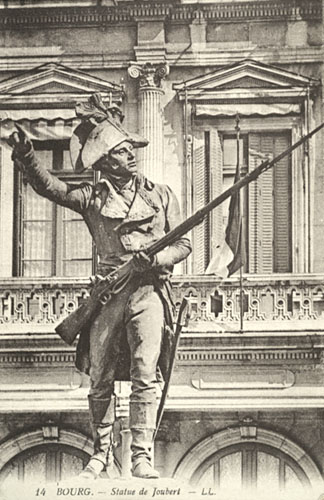
Тот же памятник крупным планом.
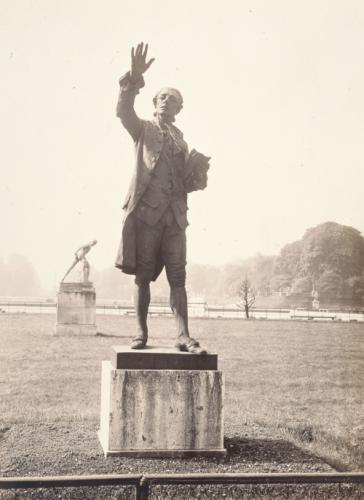
Памятник Жану Сильвену Байи, Париж (не сохранился).